# (5413) Smyslov
(5413) Smyslov (1977 EC2) – planetoida z pasa głównego asteroid okrążająca Słońce w ciągu 5,62 lat w średniej odległości 3,16 j.a. Odkryta 13 marca 1977 roku.